# UCI Asia Tour de 2017
O UCI Asia Tour de 2017 é a décimo terceira edição do calendário ciclístico internacional asiático. Iniciou-se a 31 de janeiro de 2017 com o Tour de Dubai no Dubai e finalizou a 22 de outubro do mesmo ano na Japão, com a Japan Cup.

## Equipas
As equipas que podem participar nas diferentes carreiras dependem da categoria das mesmas. A maior nível de uma carreira podem participar equipas a mais nível. As equipas UCI ProTeam, só podem participar das carreiras .HC e .1 mas têm cota limitada para competir, e os pontos que conseguem os seus ciclistas não vão à classificação.
| Categoria                      | Categoria                        | Equipas                                                                                            |
| ------------------------------ | -------------------------------- | -------------------------------------------------------------------------------------------------- |
| align=center \|.HC             | 1.hc (Carreira de um dia)        | * ProTeam (max 65%) * Profissionais Continentais * Continentais * Selecções nacionais              |
| align=center \|.HC             | 2.hc (Carreira de vários dias)   | * ProTeam (max 65%) * Profissionais Continentais * Continentais * Selecções nacionais              |
| align=center \|.1              | 1.1 (Carreira de um dia)         | * ProTeam (max 50%) * Profissionais Continentais * Continentais * Selecções nacionais              |
| align=center \|.1              | 2.1 (Carreira de vários dias)    | * ProTeam (max 50%) * Profissionais Continentais * Continentais * Selecções nacionais              |
| align=center \|.2              | 1.2 (Carreira de um dia)         | * Profissionais Continentais * Continentais * Selecções nacionais * Selecções regionais * Amadoras |
| align=center \|.2              | 2.2 (Carreira de vários dias)    | * Profissionais Continentais * Continentais * Selecções nacionais * Selecções regionais * Amadoras |
| align=center \| .Ncup (sub-23) | 1.ncup (Carreira de um dia)      | * Selecções nacionais * Selecções mistas                                                           |
| align=center \| .Ncup (sub-23) | 2.ncup (Carreira de vários dias) | * Selecções nacionais * Selecções mistas                                                           |

## Calendário
As seguintes são as carreiras que compõem o calendário UCI Asia Tour aprovado pela UCI

### Janeiro
| Data | Carreira      | Cat. | Ganhador      | Equipa            |
| ---- | ------------- | ---- | ------------- | ----------------- |
| 31-4 | Tour de Dubai | 2.hc | Marcel Kittel | Quick-Step Floors |

### Fevereiro
| Data  | Carreira                                  | Cat. | Ganhador        | Equipa                  |
| ----- | ----------------------------------------- | ---- | --------------- | ----------------------- |
| 14-19 | Tour de Omã                               | 2.hc | Ben Hermans     | BMC Racing              |
| 18-21 | Tour das Filipinas                        | 2.2  | Jai Crawford    | Kinan                   |
| 22-1  | Tour de Langkawi                          | 2.hc | Ryan Gibbons    | Dimension Data          |
| 27    | Campeonato Asiático Contrarrelógio        | CC   | Dmitriy Gruzdev | Selecção de Cazaquistão |
| 27    | Campeonato Asiático Contrarrelógio Sub-23 | CC   | Rei Onodera     | Selecção de Japão       |

### Março
| Data  | Carreira                              | Cat. | Ganhador        | Equipa             |
| ----- | ------------------------------------- | ---- | --------------- | ------------------ |
| 1     | Campeonato Asiático em Estrada Sub-23 | CC   | Hayato Okamoto  | Selecção de Japão  |
| 2     | Campeonato Asiático em Estrada Elite  | CC   | Sanghong Park   | Selecção de Korea  |
| 26-30 | Tour de Taiwan                        | 2.1  | Benjamín Prades | Ukyo               |
| 31-2  | Tour de Tochigi                       | 2.2  | Benjamin Hill   | Attaque Team Gusto |

### Abril
| Data  | Carreira          | Cat. | Ganhador        | Equipa             |
| ----- | ----------------- | ---- | --------------- | ------------------ |
| 1-6   | Tour da Tailândia | 2.1  | Yevgeniy Gidich | Vino-Astana Motors |
| 13-16 | Tour de Lombok    | 2.2  | Nathan Earle    | Ukyo               |

### Maio
| Data  | Carreira       | Cat. | Ganhador    | Equipa |
| ----- | -------------- | ---- | ----------- | ------ |
| 21-28 | Volta ao Japão | 2.1  | Óscar Pujol | Ukyo   |

### Junho
| Data  | Carreira       | Cat. | Ganhador             | Equipa          |
| ----- | -------------- | ---- | -------------------- | --------------- |
| 1-4   | Tour de Kumano | 2.2  | José Vicente Toribio | Matrix-Powertag |
| 11-18 | Tour da Coreia | 2.1  | Min Kyeong-ho        | Seoul           |

### Julho
| Data  | Carreira              | Cat. | Ganhador          | Equipa            |
| ----- | --------------------- | ---- | ----------------- | ----------------- |
| 14-19 | Tour de Flores        | 2.2  | Thomas Lebas      | Kinan             |
| 16-29 | Volta ao Lago Qinghai | 2.hc | Yonathan Monsalve | Qinghai Tianyoude |

### Agosto
| Data  | Carreira        | Cat. | Ganhador    | Equipa                 |
| ----- | --------------- | ---- | ----------- | ---------------------- |
| 25-27 | Tour de Xingtái | 2.2  | Jacob Rathe | Jelly Belly p/b Maxxis |

### Setembro
| Data  | Carreira         | Cat. | Ganhador        | Equipa                      |
| ----- | ---------------- | ---- | --------------- | --------------------------- |
| 8-10  | Tour de Hokkaido | 2.2  | Marcos García   | Kinan                       |
| 10-17 | Tour da China I  | 2.1  | Liam Bertazzo   | Wilier Selle Italia         |
| 18-22 | Tour de Molvccas | 2.2  | Marcus Culey    | St. George                  |
| 19-24 | Tour da China II | 2.1  | Kevin Rivera    | Androni-Sidermec-Bottecchia |
| 27-30 | Tour de Ijen     | 2.2  | Davide Rebellin | Kuwait-cartucho.es          |
| 30-1  | Tour de Almaty   | 2.1  | Alexey Lutsenko | Astana                      |

### Outubro
| Data  | Carreira                                    | Cat. | Ganhador             | Equipa              |
| ----- | ------------------------------------------- | ---- | -------------------- | ------------------- |
| 3-7   | Jelajah Malaysia                            | 2.2  | Brendon Davids       | Oliver's Real Food  |
| 8     | Sun Hung Kai Properties Hong Kong Challenge | 1.1  | Matej Mohorič        | UAE Emirates        |
| 8-13  | Tour do Irão                                | 2.1  | Rob Ruijgh           | Tarteletto-Isorex   |
| 10-17 | Tour do Lago Taihu                          | 2.1  | Jakub Mareczko       | Wilier Selle Italia |
| 17-21 | Tour de Selangor                            | 2.2  | Muhamad Zawawi Azman | Sapura              |
| 22    | Japan Cup                                   | 1.hc | Marco Canola         | Nippo-Vini Fantini  |

## Classificações
- Nota:

### Individual
Integram-na todos os ciclistas que consigam pontos podendo pertencer tanto a equipas amadoras como profissionais, inclusive as equipas UCI WorldTeam.
| Posição | Ciclista        | Pontos |
| ------- | --------------- | ------ |
| 1.º     | Mauricio Ortega | 416    |
| 2.º     | Alexey Lutsenko | 414    |
| 3.º     | Jakub Mareczko  | 390    |
| 4.º     | Benjamín Prades | 365    |
| 5.º     | Yevgeniy Gidich | 352    |
| 6.º     | Marco Canola    | 287    |
| 7.º     | Park Sang-hong  | 282    |
| 8.º     | Matej Mohorič   | 275    |
| 9.º     | Marcel Kittel   | 270    |
| 10.º    | Ryan Gibbons    | 270    |

| 11.º | Thomas Lebas             | 268    |
| 12.º | Ben Hermans              | 265    |
| 13.º | Jon Aberasturi           | 259    |
| 14.º | Siarhei Papok            | 246.25 |
| 15.º | Jonathan Monsalve        | 240    |
| 16.º | Cameron Bayly            | 238    |
| 17.º | Alberto Cecchin          | 228    |
| 18.º | Yousef Mirza Bani Hammad | 223.75 |
| 19.º | Arvin Moazemi            | 220    |
| 20.º | Edwin Ávila              | 212    |

### Equipas
A partir de 2016 e devido a mudanças regulamentares, todas as equipas profissionais entram nesta classificação, inclusive os UCI WorldTeam que até a temporada anterior não pontuavam. Se confeciona com o somatório de pontos que obtenha uma equipa com suas 8 melhores corredores na classificação individual. A classificação também a integram equipas que não estejam registados no continente.
| Posição | Equipa                        | Pontos |
| ------- | ----------------------------- | ------ |
| 1.º     | Ukyo                          | 1374   |
| 2.º     | Wilier Selle Italia           | 1219   |
| 3.º     | IsoWhey Sports-Swiss Wellness | 807    |
| 4.º     | Pishgaman                     | 769    |
| 5.º     | Nippo-Vini Fantini            | 700    |

| 6.º  | Tabriz Shahrdary            | 698    |
| 7.º  | Kinan                       | 623    |
| 8.º  | RTS-Monton Racing           | 521    |
| 9.º  | Androni-Sidermec-Bottecchia | 507.5  |
| 10.º | Minsk CC                    | 485.25 |

### Países
Se confeciona mediante os pontos dos 10 melhores ciclistas de um país, não só os que consigam neste Circuito Continental, senão também os conseguidos em todos os circuitos. E inclusive se um corredor de um país deste circuito, só consegue pontos em outro circuito (Europa, America, Africa, Oceania), os seus pontos vão a esta classificação.
| Posição | País          | Pontos |
| ------- | ------------- | ------ |
| 1.º     | Cazaquistão   | 1547   |
| 2.°     | Irão          | 1005   |
| 3.º     | Japão         | 980    |
| 4.º     | Coreia do Sul | 796    |
| 5.º     | Hong Kong     | 576    |

| 6.º  | China                  | 479 |
| 7.º  | Mongólia               | 440 |
| 8.º  | Emirados Árabes Unidos | 227 |
| 9.º  | Malásia                | 192 |
| 10.º | Uzbequistão            | 191 |

### Países sub-23
| Posição | País          | Pontos |
| ------- | ------------- | ------ |
| 1.º     | Cazaquistão   | 742    |
| 2.º     | Japão         | 370    |
| 3.º     | Coreia do Sul | 258    |

## Evolução das classificações
| Data            | Classificação individual | Classificação por equipas | Classificação por países | Classificação por países sub-23 |
| --------------- | ------------------------ | ------------------------- | ------------------------ | ------------------------------- |
| 25 de janeiro   | Alexey Lutsenko          | Pishgaman Cycling Team    | Irão                     | Cazaquistão                     |
| 25 de fevereiro | Alexey Lutsenko          | Pishgaman Cycling Team    | Irão                     | Cazaquistão                     |
| 25 de março     | Alexey Lutsenko          | Team Ukyo                 | Cazaquistão              | Cazaquistão                     |
| 25 de abril     | Alexey Lutsenko          | Team Ukyo                 | Cazaquistão              | Cazaquistão                     |
| 25 de maio      | Alexey Lutsenko          | Team Ukyo                 | Cazaquistão              | Cazaquistão                     |
| 25 de junho     | Yevgeniy Gidich          | Team Ukyo                 | Cazaquistão              | Cazaquistão                     |
| 31 de julho     | Mauricio Ortega          | Team Ukyo                 | Cazaquistão              | Cazaquistão                     |
| 30 de agosto    | Mauricio Ortega          | Team Ukyo                 | Cazaquistão              | Cazaquistão                     |
| 30 de setembro  | Mauricio Ortega          | Team Ukyo                 | Cazaquistão              | Cazaquistão                     |
| 31 de outubro   | Mauricio Ortega          | Team Ukyo                 | Cazaquistão              | Cazaquistão                     |
| Final           | Mauricio Ortega          | Ukyo                      | Cazaquistão              | Cazaquistão                     |